# Brat (альбом Charli XCX)
Brat — шостий студійний альбом англійської співачки Charli XCX, випущений лейблом Atlantic Records 7 червня 2024 року. Над альбомом працювали виконавчий продюсер Чарлі А. Г. Кук, з яким співачка працює вже довгий час, а також Easyfun, Cirkut, її партнерка Джорджа Деніела та інші. Поп-звучання альбому спирається як на рейв-музику, так і на попередні експериментальні релізи співачки (наприклад, Pop 2 2017 року) та врівноважує агресивність і зухвалість з моментами вразливості.
Brat дебютував під номером 2 у UK Albums Chart і отримав одностайне визнання музичних критиків. Альбом був підтриманий синглами «Von Dutch» і «360». Станом на червень 2024 року це альбом з найвищим рейтингом 2024 року за версією Metacritic і 16-й за рейтингом альбом усіх часів. Розширена делюкс версія з трьома додатковими треками була випущена 10 червня 2024 року.

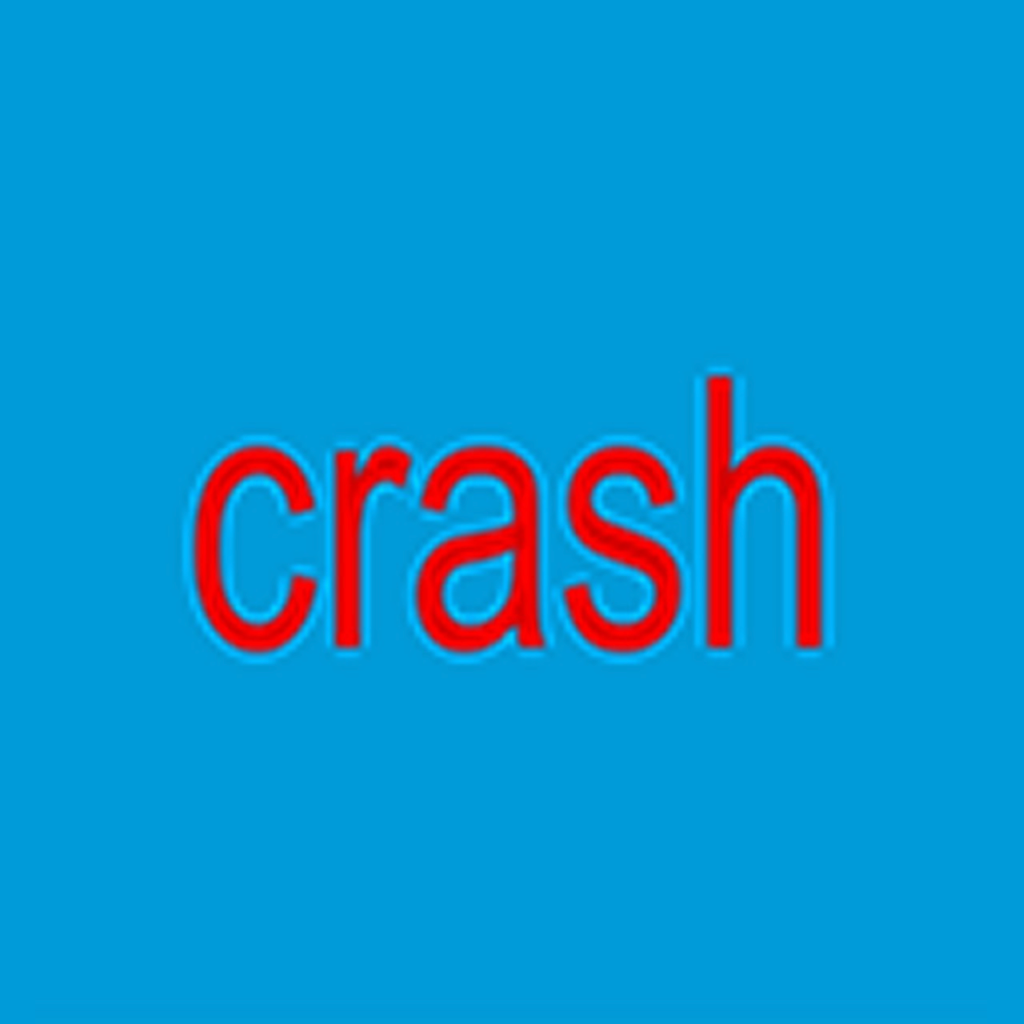
Оновлена тимчасова обкладинка п'ятого альбому Charli XCX «Crush» в стилістиці Brat на стримінгових платформах.

## Обкладинка
Обкладинку та дизайн упаковку альбому Brat розробила нью-йоркська студія Special Offer, Inc. Обкладинку, лаймово-зелений квадрат із низькою роздільною здатністю та непропорційно нав'язаною назвою, зустріли критикою. В інтерв'ю для Vogue Singapore вона розповіла Чандрі Рей, що критика змусила її засумніватися, чому шанувальники відчувають «власність над артистками» так сильно, що вимагають, щоб їхні фотографії були на всіх їхніх роботах; вона раніше охрестила цей підхід «мізогіністським і нудним» на X (раніше Twitter). Далі вона пояснила обкладинку альбому та, зокрема, вибір кольору, вважаючи зелений сильно перенасиченим у засобах масової інформації та моді «останнім часом»: «Я хотіла вибрати бридкий, нетрендовий відтінок зеленого, щоб викликати думку про те, що щось не так. Я хотіла, щоб ми поставили під сумнів наші очікування від попкультури — чому деякі речі вважаються добрими, а інші поганими? Мене цікавлять наративи, що стоять за всім цим і я хочу спровокувати людей. Я не роблю речі, щоб бути приємною.» Седі Белл з журналу People пов'язала обкладинку альбому з його характером, який Charli XCX називала «конфронтаційним».

## Відгуки критиків
Згідно з агрегатором рецензій Metacritic, Brat отримав «загальне визнання» на основі середньозваженої оцінки 95 зі 100 з 23 оцінок критиків. Станом на червень 2024 року він став альбомом 2024 року з найвищим рейтингом (обійшовши альбом «Cowboy Carter» від Бейонсе та «Hit Me Hard And Soft» від Біллі Айліш) та 16-м за рейтингом альбомом усіх часів на вебсайті. Сайт-агрегатор відгуків AnyDecentMusic? на основі 26 рецензій дав альбому середню оцінку 8,7 з 10. Критики високо оцінили емоційну вразливість Charli XCX, а деякі оголосили Brat одним з її найкращих альбомів, а Лаура Снейпс з The Guardian назвала його «шедевром».

## Список пісень
| Список пісень альбому Brat (стандартне видання) | Список пісень альбому Brat (стандартне видання) | Список пісень альбому Brat (стандартне видання) |
| #                                               | Назва                                           | Тривалість                                      |
| ----------------------------------------------- | ----------------------------------------------- | ----------------------------------------------- |
| 1.                                              | «360»                                           | 2:13                                            |
| 2.                                              | «Club Classics»                                 |                                                 |
| 3.                                              | «Sympathy Is a Knife»                           | 2:31                                            |
| 4.                                              | «I Might Say Something Stupid»                  | 1:49                                            |
| 5.                                              | «Talk Talk»                                     | 2:41                                            |
| 6.                                              | «Von Dutch»                                     | 2:44                                            |
| 7.                                              | «Everything Is Romantic»                        | 3:23                                            |
| 8.                                              | «Rewind»                                        | 2:48                                            |
| 9.                                              | «So I»                                          | 3:31                                            |
| 10.                                             | «Girl, So Confusing»                            | 2:54                                            |
| 11.                                             | «Apple»                                         | 2:31                                            |
| 12.                                             | «B2B»                                           | 2:58                                            |
| 13.                                             | «Mean Girls»                                    | 3:09                                            |
| 14.                                             | «I Think About It All the Time»                 | 2:15                                            |
| 15.                                             | «365»                                           | 3:23                                            |
| 41:23                                           |                                                 |                                                 |

| Brat and It's the Same but There's Three More Songs So It's Not – делюкс видання | Brat and It's the Same but There's Three More Songs So It's Not – делюкс видання | Brat and It's the Same but There's Three More Songs So It's Not – делюкс видання |
| #                                                                                | Назва                                                                            | Тривалість                                                                       |
| -------------------------------------------------------------------------------- | -------------------------------------------------------------------------------- | -------------------------------------------------------------------------------- |
| 16.                                                                              | «Hello Goodbye»                                                                  | 3:39                                                                             |
| 17.                                                                              | «Guess»                                                                          | 2:22                                                                             |
| 18.                                                                              | «Spring Breakers»                                                                | 2:23                                                                             |
| 49:46                                                                            |                                                                                  |                                                                                  |

## Чарти
| Чарт (2024)                                          | Найвища позиція |
| ---------------------------------------------------- | --------------- |
| Австралія Australian Albums (ARIA)                   | 3               |
| Australian Dance Albums (ARIA)                       | 1               |
| Австрія Austrian Albums (Ö3 Austria)                 | 7               |
| Бельгія Belgian Albums (Ultratop Flanders)           | 5               |
| Бельгія Belgian Albums (Ultratop Wallonia)           | 6               |
| Канада Canadian Albums (Billboard)                   | 4               |
| Croatian International Albums (HDU)                  | 1               |
| Данія Danish Albums (Hitlisten)                      | 9               |
| Нідерланди Dutch Albums (MegaCharts)                 | 4               |
| Фінляндія Finnish Albums (Suomen virallinen lista)   | 11              |
| Франція French Albums (SNEP)                         | 16              |
| Німеччина German Albums (Offizielle Top 100)         | 8               |
| Greek Albums (IFPI)                                  | 63              |
| Угорщина Hungarian Albums (MAHASZ)                   | 11              |
| Icelandic Albums (Tónlistinn)                        | 8               |
| Ірландія Irish Albums (OCC)                          | 2               |
| Італія Italian Albums (FIMI)                         | 26              |
| Japanese Download Albums (Billboard Japan)           | 50              |
| Lithuanian Albums (AGATA)                            | 7               |
| Нова Зеландія New Zealand Albums (Recorded Music NZ) | 4               |
| Норвегія Norwegian Albums (VG-lista)                 | 9               |
| Португалія Portuguese Albums (AFP)                   | 5               |
| Шотландія Scottish Albums (OCC)                      | 2               |
| Іспанія Spanish Albums (PROMUSICAE)                  | 5               |
| Swedish Albums (Sverigetopplistan)                   | 12              |
| Швейцарія Swiss Albums (Schweizer Hitparade)         | 7               |
| Велика Британія UK Albums (OCC)                      | 2               |
| Велика Британія UK Dance Albums (OCC)                | 1               |
| США Billboard 200                                    | 3               |
| США Dance/Electronic Albums (Billboard)              | 1               |

## Сертифікації
| Регіон                                                      | Сертифікація | Продажі |
| ----------------------------------------------------------- | ------------ | ------- |
| Канада (Music Canada)                                       | Золотий      | 40 000  |
| Нова Зеландія (RIANZ)                                       | Золотий      | 7500    |
| Велика Британія (BPI)                                       | Золотий      | 100 000 |
| продажі+прослуховування, що базуються лише на сертифікаціях |              |         |